# Кизляр-ага
Кизляр-ага (осман. قيزلر اغاسی, тур. Kızlar Ağası — «Ага дівчат»), офіц. Ага дому щастя (осман. دار السعاده اغاسي, тур. Darüssaade Ağası) — глава євнухів, які охороняли гарем султанів Османської імперії в Стамбулі.

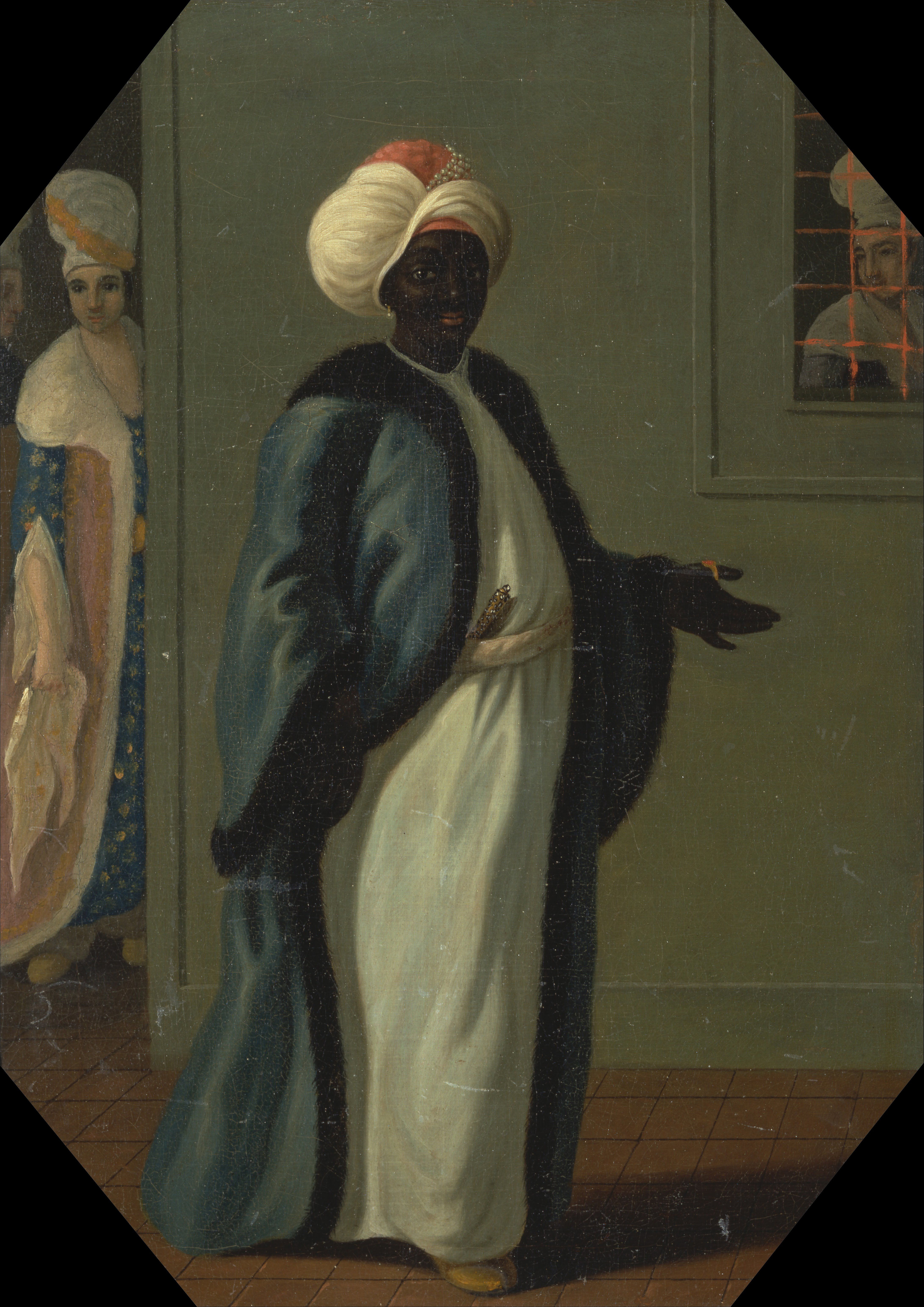
Кизляр-ага у XVIII столітті

З огляду на близькість до султана і тієї ролі, яку жінки грали в палацових інтригах, пост кизляр-аги до початку XIX століття був серед найбільш важливих у Стамбулі. Цей пост незабаром після заснування і до скасування (разом зі скасуванням оттоманської імперії) займався євнухами негритянської раси, і тому кизляр-ага також називався головним чорним євнухом.

## Історія і повноваження

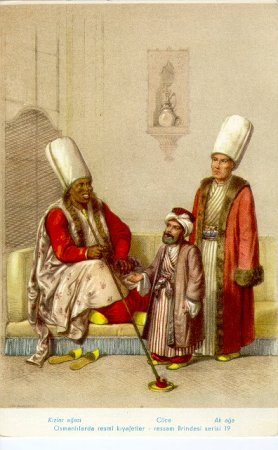
Малюнок 19-го століття. Зліва головний чорний євнух, в середині лейб-карлик, праворуч головний білий євнух.

Пост кизляр-аги був заснований у 1574 році у правління султана Мурада III (правив з 1574 по 1595 рр.). Першим посаду обіймав ефіоп Мехмед-ага. Також при султані Мехмеді III на одному з перших місць в Османській державі був головний євнух палацового гарему Газанфер-ага. Після цього в оттоманському палаці переважали білі євнухи, що походили головним чином з християнського населення Балкан або Кавказу. У 16 столітті відбулося швидке збільшення мешканців палацу Топкапи, в тому числі євнухів. При султані Селімі I Явузі (правив у 1512-1520 рр.) було 40 євнухів, а при Мураді III вже тисяча. Білі євнухи служили разом з чорними в палаці, але з 1592 року за незрозумілих причин відбулося розділення ролей і почалося панування чорних євнухів над білими.
Роль білих євнухів скоротилася до спостереження за слугами-чоловіками (içoğlan), в той час як чорні євнухи здійснювали більш престижне спостереження за особистими покоями султана і палацовим гаремом . В результаті головний чорний євнух швидко затьмарив головного білого євнуха або капи-агу, який до цього очолював палацовий персонал і за словами сходознавця Босуорта «насправді був головним співробітником всього палацу» . На вершині повноважень у період з 17 по 18 століття кизляр-ага перебував у званні візира першого рангу (з трьома кінськими хвостами) і посідав третє місце в державній ієрархії. Вище нього стояв тільки головний візир імперії (великий візир) і глава релігійної влади шейх-уль-іслам.
Позицію кизляр-аги зміцнювала не тільки близькість до султана, але і зв'язок з могутніми матерями султанів (валіде-султан), які часто керували політикою (див. жіночий султанат). Кизляр-ага також де-факто був єдиним посередником між закритим світом гарему і зовнішніми, чоловічими кварталами палацу (селамлик), контролюючи його забезпечення і передачу повідомлень ззовні і зовні. Крім цього, він був єдиним придворним, якій було дозволено надсилати повідомлення від великого візира султана, і мав визнану роль у публічних церемоніях. У коло його палацових обов'язків входило спостереження за освітою принців, поки ті не досягали статевої зрілості, після чого вони йшли в двірцеву школу.
Згідно османської правової теорії передбачалося, що султан проводить державні справи тільки через великого візира, але насправді цей порядок часто порушувався. Згідно османисту Коліну Имберу «султан через голову великого візира підтримував тісні контакти з таємною палатою, агою воріт, агою дівчат і з іншими царедворцями, вони в свою чергу також могли подавати йому прохання від свого імені або від кого-небудь іншого. Султан також міг більше покладатися на поради своєї матері, наложниці або від головного садівника, від рульового султанської барки, ніж на поради великого візира». Таким чином, політична влада кизляр-аги, хоч і за лаштунками була досить значною, що впливає на імперську політику і в окремі періоди контролювала призначення великих візирів і навіть  втручалася в династичні суперечки і спадкування на престолі. У 1617 році кизляр-ага Хаджі Мустафа-ага забезпечив сходження на трон султана Мустафи I (правив у 1617-1618 і в 1622-1623 роках) і був помічником Кесем-султан в її справах. В 1651 році Сулейман-ага організував вбивство могутньої валіде-султан Кесем, діючи на боці її супротивниці і невістки українки Турхан-султан
Згубний вплив головних чорних євнухів викликав принаймні одну спробу приборкати їх владу. У 1715 великий візир Сілахдар Дамат Алі-паша спробував ввести заборону на набір і кастрацію чорних рабів, але ця міра так і не була введена через швидку смерть самого Алі-паші. У 1731 великий візир Кабакулак Ібрагім-паша намагався прискорити відставку Бешир-аги старшого щоб припинити його вплив на державні справи, але, завдяки впливу валіде-султан Бешир, сам у свою чергу добився відставки Ібрагіма-паші з посади великого візира. Бешир-ага, який обіймав посаду з 1716 по 1746 роки вважається мабуть найвпливовішим кизляр-агою, з усіх що займали цей пост і був залучений в «інтелектуальні та релігійні пошуки», що, згідно Жатену (Jateen) «вплинуло на встановлення османської версії ханафітського мазхабу і, загалом, ортодоксального сунізму».
Після реформ 1830-х султана Махмуда II (правив у 1808-1839) влада кизляр-аги була урізана, повноваження обмежилися стінами палацу, його роль скоротилася до церемоніальною, так тривало до скасування Османської імперії.

### Управління вакуфами

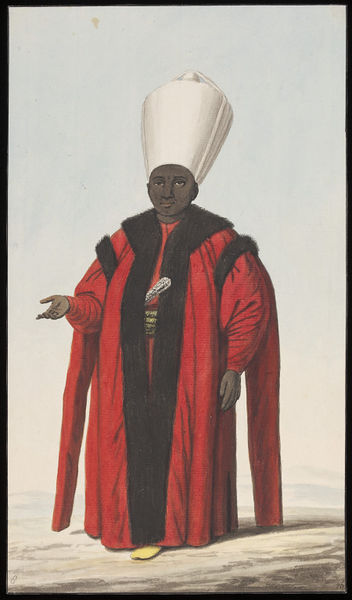
Зображення кизляр-аги, 1809 рік

Кизляр-ага також грав роль адміністратора (назір) благодійних фондів та пожертвувань (вакфи), спрямованих на утримання двох священних міст (аль-харамаюн) ісламу — Мекки і Медіни, відповідаючи як за їх постачання, так і за щорічне відправлення туди дарів (сюрре). Вакуфи спрямовані на підтримку святих місць ісламу були засновані османським судом у ранні часи, їх введення було доручено спеціальним відділам вже з кінця 15 століття. Спочатку загальний нагляд здійснював капи-ага, але в 1586 Мурад III поклав ці обов'язки на кизляр-агу.
Поступово кизляр-аги здобували владу над різними вакуфами імперії, вже в травні 1598 року кизляр-ага встановив контроль над фондами, виділеними на імператорські мечеті столиці, потім над вакуфами Константинополя та інших областей імперії, які часто доручали йому жінки палацу. Таким чином він отримав владу над Афінами, які спочатку належала Василикі, одній з молодших дружин султана Ахмеда I (правив у 1603-1617 роках), яка сама була родом з Афін, і отримавши багато скарг на погане управління містом попросила у султана в дар владу над містом. Після смерті Василіки Афіни перейшли під управління кизляр-аги.
Адміністрація вакуфів складалася з двох підлеглих, головного секретаря (yazici) та інспектора вакуфів і була розділена між двома департаментами: haremeyn muhasebesi kalemi, яка з кінця 18 століття наглядала над імперськими мечетями і вакуфами Стамбула і європейських провінцій і haremeyn mukataasi kalemi, що надзирала над вакуфами азійських і африканських провінцій. На кошти вакуфів утримувалося окреме казначейство, кизляр-ага проводив щотижневі збори (дивани), щоб перевіряти рахунки.
Управління вакуфами представляла з себе інше «джерело влади і сили» (B. Lewis) для кизляр-аги. Під час правління султана Мустафи III (правив у 1757-1774) і Абдул-Хаміда I (правив у 1774-1789 роках) були зроблені безуспішні спроби відібрати у кизляр-аги ці повноваження. У підсумку султан Махмуд II в 1834 скасував посаду з управління вакуфами і передав ці обов'язки новоутвореному міністерству вакуфів.

## Набір та просування

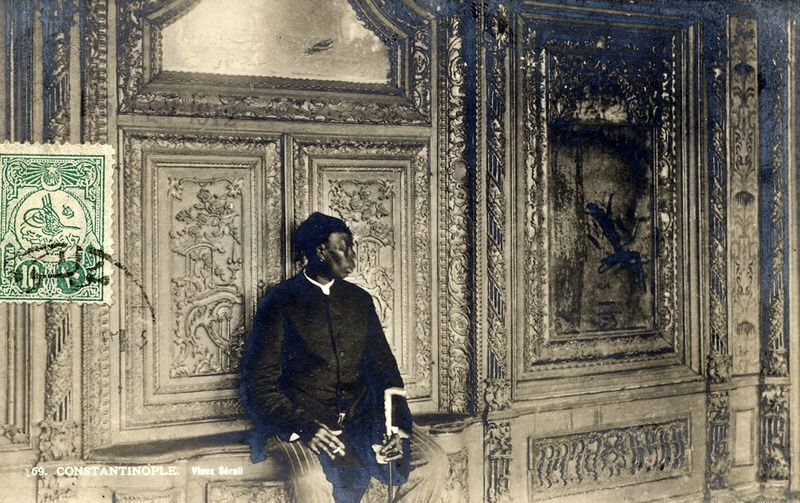
Листівка з зображенням головного чорного євнуха султана Абдул-Хаміда II, початок 20-го століття

Чорні раби зазвичай купувалися в дитячому віці в Нубії, потім піддавалися кастрації і залучалися до служби в палаці, починаючи з охоронців жінок в султанському гаремі. Такий порядок діяв з часу правління султана Селіма II (правив у 1566-1574 роках) і тривав до кінця імперії. Євнухи зазвичай отримували імена квітів і після навчання в палацовій школі надходили на службу в гарем. Євнухи починали з посади звичайного рекрута (en aşağı букв. «нижчий» і acemi ağa «непідготовлений») і поступово піднімалися в ранзі від nevbet kalfa («заступник стражника») до старших постів охорони гарему. Після навчання і деякого періоду служби окремі євнухи перекладалися з охоронців в наглядачі. До кожної валіде, головної дружини (kadın) або принца (şehzade) були приставлені особисті наглядачі султана (müsahip ağaları), сім служителів-євнухів і головний євнух (baş ağa), імами-євнухи, які проводили богослужіння в гаремі, гаремний скарбник (haznedar ağası), або müsendereci, що наглядали за роботою інших євнухів. Більшість старших євнухів називалися hasıllı (від арабського слова, що означало «продукт»).
Євнухи, що займають дані вищі посади могли бути обрані на посаду кизляр-аги. Призначення робилося імперським декретом (Хатт-і Хумайюн). Під час церемонії вступу на посаду султан вручав кизляр-азі халат (hil'at). Крім земель, якими керував кизляр-ага він також зазвичай отримував особисте феодальне володіння (hass). В палаці Топкапи у кизляр-аги були особисті просторі покої розташовані поблизу гаремних брам, в той час як підлеглі йому євнухи проживали групами в тісних і часто убогих триповерхових бараках. Після відставки головні чорні євнухи отримували пенсію (asatlık, що це слово означає буквально «паспорт свободи») і з 1644 посилалися в Єгипет або Хіджаз. Щоб забезпечити своє майбутнє, кизляр-аги ще під час перебування на посаді завчасно готували для себе комфортабельне проживання в Єгипті, купуючи власність і засновуючи там вакуфи від свого імені. У засланні вони ставали місцевими вельможами і грали важливу роль в заступництві торгівлі і сільському господарстві. Крім цього кизляр-аги несли особливу відповідальність зважаючи на важливу роль, яку Єгипет грав у постачанні продовольством двох священних міст. Аги і їх агенти (вакили) грали дуже важливу роль в економіці оттоманського Єгипту.
У творі Hamiletü'l-kübera османського державного діяча та історика кінця 18 століття Ахмеда Ресмі Ефенді (Ahmed Resmî Efendi) міститься опис кар'єр багатьох кизляр-ага, починаючи з Мехмеда-аги (1574-90) до Моралі Бешир-аги (1746-52). Також вибрані біографії є у творі вченого кінця 19 століття Мехмеда Сурей-бея (Mehmed Süreyya Bey) Sicill-i Osmani. У творі Tarih-Ata i (1876) письменника Таяр-заде Ахмеда-ата (Tayyarzade Ahmed Ata) розглядаються питання історії та еволюції посади кизляр-аги в рамках султанського палацу.